# Детинченко Роман Сергійович
Рома́н Сергі́йович Детинченко (нар. 26 березня 1986, смт Лозно-Олександрівка, Білокуракинський район, Луганська область, Українська РСР — 19 липня 2017, смт Новотошківське, Попаснянський район, Луганська область, Україна) — молодший сержант Збройних сил України, учасник російсько-української війни.

## Біографія
Народився 1986 року в смт Лозно-Олександрівка на півночі Луганщини. Мешкав у Дарницькому районі Києва.
Під час російської збройної агресії проти України з 2015 по 2016 рік проходив службу за мобілізацією в 25-му окремому мотопіхотному батальйоні «Київська Русь», воював у районі м. Попасна. 17 березня 2017 року підписав контракт і повернувся на фронт.
Молодший сержант, командир відділення управління командира дивізіону взводу управління артилерійського дивізіону 58-ї окремої мотопіхотної бригади, військова частина А1376, м. Конотоп, Сумська область.
19 липня 2017 року, близько 18:00, поблизу смт Новотошківське Попаснянського району, під час патрулювання території біля лісопосадки спрацювала стрибаюча осколкова міна ОЗМ-72. Внаслідок вибуху двоє бійців загинули на місці, один дістав важкі поранення, врятувати його життя не вдалось. Ще троє військовослужбовців зазнали поранень. Разом із Романом загинули старші солдати Руслан Конюша та Ілля Тимофієв.
Похований на кладовищі Києва.
Залишились мати та дружина, родом із Луганська.

## Нагороди та вшанування
- Указом Президента України № 98/2018 від 6 квітня 2018 року, за особисту мужність і самовіддані дії, виявлені у захисті державного суверенітету та територіальної цілісності України, зразкове виконання військового обов'язку, нагороджений орденом «За мужність» III ступеня (посмертно)[4].